# Rockstar Vancouver
Rockstar Vancouver (do 2002 roku jako Barking Dog Studios) – kanadyjskie studio produkujące gry komputerowe, założone w 1998 roku. W 2002 roku firma zmieniła nazwę na Rockstar Vancouver. Studio wydało m.in. grę z gatunku third-person shooter Max Payne 3, a także przeniosło grę Bully na konsolę PlayStation 2.
9 lipca 2012 roku studio zostało zamknięte w wyniku połączenia z Rockstar Toronto.

## Gry wydane przez studio
| Gra                                | Rok wydania | Platforma                                  |
| ---------------------------------- | ----------- | ------------------------------------------ |
| Homeworld: Cataclysm               | 2000        | Microsoft Windows                          |
| Counter-Strike                     | 2000        | Microsoft Windows                          |
| Global Operations                  | 2002        | Microsoft Windows                          |
| Treasure Planet: Battle at Procyon | 2002        | Microsoft Windows                          |
| Bully                              | 2006        | PlayStation 2                              |
| Bully: Scholarship Edition         | 2008        | Microsoft Windows, Xbox 360, Wii           |
| Max Payne 3                        | 2012        | Microsoft Windows, PlayStation 3, Xbox 360 |